# Kanton Meslay-du-Maine
Kanton Meslay-du-Maine (fr. Canton de Meslay-du-Maine) je francouzský kanton v departementu Mayenne v regionu Pays de la Loire. Tvoří ho 14 obcí.

## Obce kantonu
- Arquenay
- Bannes
- La Bazouge-de-Chemeré
- Bazougers
- Le Bignon-du-Maine
- Chémeré-le-Roi
- Cossé-en-Champagne
- La Cropte
- Épineux-le-Seguin
- Maisoncelles-du-Maine
- Meslay-du-Maine
- Saint-Denis-du-Maine
- Saint-Georges-le-Fléchard
- Saulges